# Fabíola Reipert
Fabíola Magalhães do Amaral Reipert (São Paulo, 6 de maio de 1973) é uma jornalista brasileira. Reipert é mais conhecida pelo jornalismo de celebridades e seu quadro Hora da Venenosa no programa Balanço Geral, da RecordTV.

## Carreira
Esteve entre 1998 e 2009 no jornal Agora São Paulo, do Grupo Folha, onde assinava a coluna Zapping, que era publicada também na versão digital do jornal Folha Online. "A coluna Zapping é uma coluna especializada em TV, por isso eu me aprofundava mais neste assunto, apesar de muitas vezes misturar as duas coisas. Quando comecei a fazer o blog no R7, o leque se abriu e eu passei a investir mais nos bafões dos famosos." — Fabíola Reipert em entrevista ao site Hugo Gloss.
Pela Coluna Zapping, esteve presente nas edições de 1998, 1999 e 2000 do conhecido Troféu Imprensa, elegendo os melhores de 1997, 1998 e 1999, respectivamente. Paralelamente trabalhou na redação do SBT, Rede Mulher e CBN. 
Entre 2009 e 2016, manteve uma coluna no Portal R7. Desde 2014, é apresentadora do quadro "A Hora da Venenosa", no Balanço Geral SP da Record TV, ao lado de Reinaldo Gottino e Renato Lombardi. 
Em 2011, a apresentadora foi criticado por divulgar a Falsa morte de Amin Khader. Em 2016, o programa constantemente ficava em primeiro lugar o que levou a TV Globo a cancelar o Vídeo Show. Fabíola recebia R$ 35 mil e não tinha multa contratual. Em 2020, a apresentadora renovou o contrato e passou a ganhar 80 mil reais.
Em 2022, a jornalista alegou que recebeu ameaças de morte ao divulgar a separação de Joelma e Ximbinha.

## Vida pessoal
Seu pai é o radialista Guilherme Reipert que também é jornalista.
Fabíola já revelou no programa Sílvio Santos que escolheu não ser mãe, e que o seu namorado Diogo Trigueiros concordou com a sua escolha. Diogo Trigueiros tem 30 anos, trabalha com finanças e estão juntos desde 2010.

## Processos
Em julho de 2013, Fabíola e a Rede Record (proprietária do R7) foram condenadas pelo juízo da 23ª Vara Cível do Rio de Janeiro a conceder direito de resposta durante sete dias consecutivos à atriz Suzana Vieira. Para juíza Andréa Quintela, a atriz foi vítima de notícias "inverídicas e jocosas" publicadas pela jornalista em seu blog no portal. Também foi determinado o pagamento de R$ 200 mil de indenização por danos morais e de R$ 5 mil em caso de descumprimento da decisão. Em maio de 2014, a Justiça do Rio de Janeiro acatou um recurso da defesa de Fabíola e da Record e decidiu — por unanimidade — reverter a decisão da 1ª instância. No acórdão, os desembargadores ainda condenaram Suzana a pagar as despesas com honorários da ação. No fim das contas, Fabíola Reipert saiu vitoriosa da ação.
Já em 2015, Fabíola Reipert venceu uma briga judicial contra a atriz Paola Oliveira. A juíza do processo, Simone Cavalieri Frota, absolveu a jornalista alegando que ela não cometeu crime de difamação ou injúria contra a global. No mesmo ano, Fabíola também derrotou a atriz Flávia Alessandra na Justiça. O juiz João Paulo Capanema declarou Flávia como litigante de má-fé em um processo que ela movia contra a colunista.
No passado, Fabíola sofreu um processo movido pelo jogador Raí, por ter sugerido em seu blog que este seria homossexual, um dos mais polêmicos de sua carreira.
No dia 1 de setembro, foi anunciado pela justiça, a vitória da atriz Larissa Manoela no processo em que a jornalista é proibida de falar seu nome em polêmicas e notícias. O motivo do qual o processo foi quando Fabíola Reipert pronunciou dizendo que Larissa Manoela estaria supostamente grávida do namorado João Guilherme Ávila. A atriz se revoltou, fez uma declaração nas redes sociais e disse que a justiça ia fazer as ações verídicas. Caso a apresentadora da "A Hora da Venenosa" nomear o nome da atriz, ela será multada a pagar de $ 5.000 a $ 100.000.

## Filmografia

### Televisão
| Ano           | Título           | Cargo          | Nota                               |
| ------------- | ---------------- | -------------- | ---------------------------------- |
| 2003–04       | Superpop         | Colunista      | Quadro: Vai Encarar?               |
| 2014–presente | Balanço Geral SP | Apresentadora  | Quadro: Hora da Venenosa           |
| 2020          | Hora do Faro     | Entrevistadora | Quadro: "A Fazenda: Última Chance" |

### Internet
| Ano     | Título                  | Cargo         |
| ------- | ----------------------- | ------------- |
| 2016–17 | Eles Aprontam, Eu conto | Apresentadora |